# Luc Huyghe
Luc Huyghe (21 november 1960) is een voormalig voetbalscheidsrechter uit België, die woonachtig is in Oostnieuwkerke. Behalve in de hoogste afdeling van het Belgische voetbal floot hij sinds 1 januari 1996 op Europees niveau. Hij leidde zowel Europese clubwedstrijden als interlands. Zo gaf hij leiding aan het EK-kwalificatieduel Noorwegen-Georgië (1-0) op 30 mei 1999 in Oslo.
Huyghe begon zijn sportieve carrière als doelman, maar richtte zich op de arbitrage nadat hij geblesseerd raakte op 18-jarige leeftijd. Naast scheidsrechter was hij zaakvoerder van een asfaltbedrijf. Huyghe stopte als arbiter op 42-jarige leeftijd.

## Interlands
| Datum      | Plaats       | Wedstrijd                | Uitslag | Type              | Kreeg geel | Kreeg voor de tweede keer geel en dus rood | Weggestuurd |
| ---------- | ------------ | ------------------------ | ------- | ----------------- | ---------- | ------------------------------------------ | ----------- |
| 10-03-1999 | Sankt Gallen | Zwitserland - Oostenrijk | 2 - 4   | Vriendschappelijk | 2          | 0                                          | 0           |
| 30-05-1999 | Oslo         | Noorwegen - Georgië      | 1 - 0   | EK-kwalificatie   | 3          | 0                                          | 0           |
| 17-11-1999 | Kozani       | Griekenland - Bulgarije  | 1 - 0   | Vriendschappelijk | ?          | ?                                          | ?           |
| 23-02-2000 | Palermo      | Italië - Zweden          | 1 - 0   | Vriendschappelijk | 1          | 0                                          | 0           |
| 15-08-2001 | Mondercange  | Luxemburg - Georgië      | 0 - 3   | Vriendschappelijk | 1          | 0                                          | 0           |
| 20-11-2002 | Bakoe        | Azerbeidzjan - Wales     | 0 - 2   | EK-kwalificatie   | 4          | 0                                          | 0           |